# Zeven Provinciën (1665-1667)
De Zeven Provinciën was een linieschip van de Admiraliteit van Amsterdam met 48 stukken geschut. Dit schip nam deel aan de Slag bij Lowestoft tijdens de Tweede Engelse Oorlog onder leiding van luitenant-admiraal Jacob van Wassenaer Obdam. Onder luitenant-admiraal Cornelis Tromp nam het schip deel aan de Tweedaagse Zeeslag. In 1667 was het een van de schepen die deel uitmaakten van de Tocht naar Chatham. In ditzelfde jaar werd de naam veranderd naar St. Jan Baptista.